# 林議
林議（1519年—？），字邦直，福建興化府莆田縣人，軍籍，明朝政治人物。

## 生平
嘉靖十九年（1540年）庚子科福建鄉試第二十七名舉人。嘉靖二十年（1541年）中式辛丑科會試第一百十七名，登第三甲第五十七名進士。官赣榆县知县。

## 家族
曾祖林彌睿，義官；祖父林墰，知縣 贈奉政大夫按察司僉事；父林雲騰，母鄭氏。具庆下。